# 程基伟
程基伟(1973年12月-)，男，汉族，山东东平人。1998年4月参加工作，研究生学历，工学博士学位，研究员。现任青海省人民政府副省长。

## 简历
1991年考入北京航空航天大学材料科学与工程学院材料学专业，1998年取得硕士学位。毕业后留校工作，曾任北航团委书记、招生就业处处长、校党政办公室主任、校长助理等职。2004年取得北航材料学博士学位。2012年4月，任北京航空航天大学党委副书记；
2019年1月，任工业和信息化部人事教育司副司长；同年9月，任工业和信息化部人事教育司司长；
2022年4月，任西北工业大学党委常务副书记；
2025年1月，任青海省人民政府副省长。